# بريست (فلم 2011)
بريست هو فيلم من نوع بطل خارق وفنتازيا وإثارة أُصدر في 2011. الفيلم من إنتاج سكرين جيمز وTokyopop ‏، ومن توزيع إنتركوم ‏، وهو من إخراج سكوت ستيوارت (مخرج). الفيلم مقتبسٌ من بريست.

## القصة
تقع أحداث الفيلم في لوس أنجلوس.

## طاقم التمثيل
- كارل أوربان
- كريستوفر بلامر
- ليلى كولينز
- ميدشن أميك
- كام جيجنديت
- بول بيتاني
- ستيفن موير
- براد دوريف
- ألان دال
- ماجي كيو

## الإنتاج
موسيقى الفيلم التصويرية كانت من تأليف كريستوفر يونغ.

## الاستقبال

### الميزانية والإيرادات
بلغت ميزانيّة الفيلم 60,000,000 دولار أمريكي، بينما بلغت إيراداته 78,309,131 دولار أمريكي.

## وصلات خارجية
- مقالات تستعمل روابط فنية بلا صلة مع ويكي بيانات